# ロシアのレース
ロシアのレースでは、ロシアにおけるレースの歴史について述べる。
ロシアではレースとは金や銀の混じった多色の絹のボビンレースかニードルレースであった。古くから多くのレースが輸入されていたが、生産が始まったのは18世紀からである。当初は金属レースを作り、次に特殊な亜麻のボビンレースの様式を発展させた。ブレード状の続き模様の目の詰まったレース地に時折様式化した鳥や動物が入ったものである。また、ロシアの農民は、おそらく17世紀前後より、伝統的に特徴のあるデザインのネット刺繍を作成しベッドを飾っていた。